# Esmeraldas (cantão)
Esmeraldas é um cantão do Equador localizado na província de Esmeraldas.
A capital do cantão é a cidade de Esmeraldas.